# Nazila Ghanea
Nazila Ghanea, née en août 1968, est une avocate britannique et experte des droits de l'homme, d'origine iranienne. Elle est professeure de droit à l’Université d’Oxford et Rapporteuse spéciale des Nations unies sur la liberté de religion ou de conviction.

## Jeunesse et éducation
Ghanea naît à Chiraz en août 1968. Elle quitte l'Iran pour l'Angleterre vers 1979. Elle obtient son premier diplôme à l'Université de Keele et est titulaire d'une maîtrise de l'Université de Leeds et de l'Université d'Oxford. Elle retourne dans son alma mater pour y obtenir son doctorat.

## Carrière universitaire et droits de l'homme
À partir de 2000, Ghanea rejoint l'Université de Londres où elle enseigne en tant que Professeur en Droit international des droits de l'homme et pour diriger la Maîtrise en droit international des droits de l'homme. En 2006, elle quitte Londres pour devenir professeure de droit international des droits de l'homme à l'Université d'Oxford et diriger le cours de maîtrise sur le droit international des droits de l'homme. Elle passe trois décennies dans le milieu universitaire, dont une année d'enseignement en Chine.
En 2016, Ghanea fait partie du panel de 16 experts établi par le Bureau des institutions démocratiques et des droits de l'homme (ODIHR) de l'OSCE sur la liberté de religion ou de conviction, avec un mandat de trois ans.
En 2018, avec ses co-auteurs, Heiner Bielefeldt et Michael Wiener, Nazila Ghanea reçoit le premier prix Alberigo (Senior) pour leur ouvrage de 2016, Freedom of Religion or Belief: An International Law Commentary (en français : Liberté de religion ou de conviction : un commentaire de droit international).

## Rapporteuse spéciale des Nations unies
Ghanea devient Rapporteuse spéciale des Nations unies sur la liberté de religion ou de conviction le 1er août 2022, succédant au professeur Ahmed Shaheed de l'Université d'Essex. Elle est la première Iranienne à occuper un poste à l'ONU bien qu'elle ait déclaré dans une interview en 2022 qu'elle n'était pas retournée en Iran depuis son départ alors qu'elle était enfant.
Proposée pour ce poste par l’État d’Oman et plusieurs ONG, elle a été finalement choisie après une présélection et des entretiens. Dans sa lettre de motivation pour postuler à ce poste, elle avait indiqué que la violation du droit à la liberté de religion « peut mettre en péril toute une série de droits de l’homme, qu’ils soient civils, politiques, économiques, sociaux ou culturels ». Il s'agit d'une position non rémunérée visant à soutenir l'engagement de 173 pays en faveur de l'article 18 du Pacte international relatif aux droits civils et politiques qui stipule : « Toute personne a droit à la liberté de pensée, de conscience et de religion. Ce droit implique la liberté d'avoir ou d'adopter une religion ou une conviction de son choix, ainsi que la liberté, individuellement ou en commun, tant en public qu'en privé, de manifester sa religion ou sa conviction par le culte, l'accomplissement des rites, les pratiques et l'enseignement ».
En janvier 2024, Ghanea publie un rapport intitulé « La haine fondée sur la religion ou la conviction ». Elle y met en avant la lutte contre les discours de haine, la protection des minorités religieuses et la promotion du dialogue interculturel. Elle explore les liens entre liberté religieuse et paix, les mesures pour combattre la haine religieuse, et les interventions globales nécessaires pour prévenir les tensions.
Début octobre 2024, elle se rend en Hongrie pour une visite d'information de dix jours. Lors d'une conférence de presse au terme de son enquête, elle observe que « les relations entre les Églises et l'État ressemblent désormais étrangement à celles de l'époque communiste ».
Le 24 octobre 2024, elle s'adresse à l'Assemblée générale des Nations unies, en tant que Rapporteuse spéciale sur la liberté de religion ou de conviction, avec son rapport intitulé « Paix et liberté de religion ou de conviction ». L’une de ses observations majeures est que la liberté de religion ou de conviction est fondamentale pour créer une paix durable en renforçant la prévention des conflits, le rétablissement et la consolidation de la paix,.
Début 2025, Ghanea présente un nouveau rapport au Conseil des droits de l'homme des Nations unies : « Liberté de religion ou de conviction et interdiction de la torture et autres peines ou traitements cruels, inhumains ou dégradants ». Elle y explore les liens entre la liberté de religion et l’interdiction de la torture. Elle souligne un manque de prise en compte conjointe de ces droits par les États et tribunaux. Le rapport vise à honorer les victimes, en proposant un cadre pour prévenir de futures violations.

## Publications (sélection)
Nazila Ghanea a publié de nombreux ouvrages sur la liberté de religion et les droits des minorités. Les titres des ouvrages suivants sont traduits en français, leurs références sont en anglais :
- Le défi de la discrimination religieuse à l'aube du nouveau millénaire, 2003[13]
- Les droits de l'homme, l'ONU et les bahá'ís en Iran, 2003[14]
- Dieu croit-il aux droits de l'homme, 2007[15]
- Liberté de religion ou de croyance : un commentaire du droit international, 2016 (avec Heiner Bielefeldt et Michael Wiener)[16]
- Femmes et liberté religieuse : synergies et opportunités, 2017[17]
- Haine fondée sur la religion ou la conviction : Rapport de la Rapporteuse spéciale sur la liberté de religion ou de conviction, 2024[18],[19]